# 僕たちは戦わない
「僕たちは戦わない」（ぼくたちはたたかわない）は、日本の女性アイドルグループ・AKB48の楽曲。楽曲は秋元康により作詞、Yo-Heyにより作曲されている。2015年5月20日にAKB48のメジャー40作目のシングルとしてキングレコードから発売された。楽曲のセンターポジションは島崎遥香が務めた。

## 背景とリリース
前作『Green Flash』から2か月半ぶりのリリースで、2015年のシングル第2弾。
島崎遥香がシングル表題曲のセンターポジションを務めるのは、単独では『永遠プレッシャー』以来、2年5か月（11作）ぶりで、複数では『さよならクロール』以来、2年（9作）ぶりである。
選抜メンバーの人数は当時として過去2番目に多い32人。初選抜は坂口渚沙のみ。選抜復帰のメンバーは16人で、大島涼花、大和田南那、加藤玲奈、川本紗矢、兒玉遥、須田亜香里、高橋朱里、田野優花、中野郁海、峯岸みなみ、宮澤佐江、向井地美音、武藤十夢、渡辺美優紀の14人が『希望的リフレイン』以来、半年（2作）ぶり、岡田奈々と北川綾巴の2人が『ラブラドール・レトリバー』以来、1年（4作）ぶりの選抜入りとなった。前作の選抜メンバーのうち、入山杏奈を除く15人が全員引き続き選抜入りした。
生駒里奈、川栄李奈、松井玲奈（SKE48）の3人にとっては、この作品がAKB48として最後のシングル選抜入り表題曲となった。
表題曲「僕たちは戦わない」は、2015年3月26日に開催された『AKB48春の単独コンサート〜ジキソー未だ修行中!〜』で同曲の選抜メンバーとセンターポジションを発表した際、初披露された。テレビでは2015年4月4日に生放送された『オールスター感謝祭』（TBS）で初披露された。

## アートワーク
| Type A 表 | 島崎遥香 |
| 劇場盤 表 | 島崎遥香 |
| Type B 表 | 加藤玲奈・木﨑ゆりあ・島崎遥香・松井珠理奈・宮脇咲良 |
| Type C 表 | 生駒里奈・柏木由紀・加藤玲奈・川栄李奈・木﨑ゆりあ・小嶋陽菜・指原莉乃・島崎遥香・高橋みなみ・松井珠理奈・松井玲奈・宮脇咲良・向井地美音・山本彩・横山由依・渡辺麻友 |
| Type D 表 | 生駒里奈・柏木由紀・加藤玲奈・川栄李奈・木﨑ゆりあ・小嶋陽菜・指原莉乃・島崎遥香・高橋みなみ・松井珠理奈・松井玲奈・宮脇咲良・向井地美音・山本彩・横山由依・渡辺麻友 |

Type AからType Dに関しては、初回限定盤・通常盤ともに同一。

## チャート成績
『僕たちは戦わない』のシングルCDは、発売前日（集計初日）の2015年5月19日付のオリコンデイリーCDシングルランキングで推定売上枚数約147万2000枚を記録し、初登場1位を獲得した。初日売上のみでミリオンセラーを達成し、2014年5月に発売されたAKB48の『ラブラドール・レトリバー』が記録した初日売上の歴代最高記録である約146万2000枚を更新した。シングルCDの初日売上のみによるミリオンセラー達成はAKB48にとって『希望的リフレイン』以来2作ぶりの通算9作目、初日売上以外によるミリオンセラーの達成はAKB48の『桜の木になろう』から21作連続、通算22作目である。その後、2015年6月1日付のオリコン週間CDシングルランキングで初登場1位を獲得し、AKB48の『RIVER』から27作連続、通算27作目となる1位獲得を達成した。初動売上は約167万3000枚を記録し、AKB48の『さよならクロール』が記録した約176万3000枚に続く歴代2位の初動売上を達成した。2週目となる2015年6月8日付の同チャートでも約6万1000枚の売上を記録し、1位を獲得した。2週連続で1位を達成した。同チャートにおける2週連続1位獲得は、SKE48の『美しい稲妻』（2013年8月5日付）以来の約1年10か月ぶりであり、AKB48にとってデビュー以来初の出来事だった。AKB48はこのシングルでオリコン年間CDシングルランキングで1位を獲得し、6連覇を達成した。2016年2月26日、「第30回日本ゴールドディスク大賞」で『僕たちは戦わない』が「シングル・オブ・ザ・イヤー」を受賞したことが発表され、AKB48は6年連続で同賞を受賞した。
MUSIC ON! TV公表のJ-POP最強カウントダウン502015年年間シングルランキングで、1位を獲得した。

## ミュージック・ビデオ
僕たちは戦わない
表題曲「僕たちは戦わない」のミュージック・ビデオ（MV）は、崩壊していく世界のなかで悩み葛藤しながら「僕たちは戦わない」と主張するAKB48メンバーの12分におよぶ格闘シーンが描かれており、厳しさとともに愛を取り戻すことが重要なのだと説かれている。AKB48のメンバーが桃色のパンツ姿で踊っているシーンは彼女達が生きている日常世界、戦闘シーンはその世界の外側で起こりうる紛争を表しており、メンバーらはそのような世界を想起した結果、「僕たちは戦わない」と心に誓う。横山由依によれば、本作は今までAKB48が歌ってこなかった曲に挑戦しており、AKB48が10周年を迎え、新しい時代へと進んでいく第一歩目となる作品である。なお、MVに出演しているのは選抜メンバー32名のうち半数の16名のみである。監督は大友啓史が担当。AKB48にるろ剣仕込みのアクションをとの要望が出され、アクション監督に「るろ剣シリーズ」の谷垣健治が起用された。MV撮影は2015年3月2、3日の二日間、東大泉の東映東京撮影所。アクションの中心は、島崎遥香・宮脇咲良・松井珠理奈・加藤玲奈・木﨑ゆりあの5人で、特訓を受けたのは全部で12名。事前練習はやらず、3月2日に練習を重ね、3月3日は朝6時から深夜3時まで撮影した。未成年のメンバーは早めに帰した。大友から本曲のセンターでMVの主人公を演じた島崎へは、「自分が思うとおりに演じてほしい」との演出リクエストがあり、大友は「とりわけ、『演技』に対する島崎さんの感性は素晴らしかった」と絶賛した。2015年4月22日には新宿バルト9でMVの完成披露試写会が行われた。

## メディアでの使用
僕たちは戦わない
- 7gogo『755』「AKB48選抜総選挙」篇のCMソング[22]。
- ガーラジャパン スマートフォンゲームアプリ『Flyff All Stars』（フリフオールスターズ）日本語版CMソング[23]。
- ディップ『バイトル×AKB48GROUP』「ライブ告知」篇のCMソング[24]。

Summer side
- ディップ『バイトル×AKB48GROUP』「うらやむ母」篇・「パート探し」篇（松井珠理奈）[25]・「ハワイで贅沢」篇・「パート探し」篇（大島涼花）[26]CMソング。
- グノシー『AKB48選抜総選挙×グノシー』「あの人もグノシー」島崎遥香編、指原莉乃・宮脇咲良編のCMソング[27]。

バレバレ節
- アサヒ飲料『ワンダ モーニングショット』「毎日朝専用」篇のCMソング[28]。

## シングル収録トラック
Type AからType Dに関しては初回限定盤と通常盤の2種類が存在するが、収録トラックは同一。

### Type A
| #         | タイトル                               | 作詞      | 作曲      | 編曲      | 時間  |
| --------- | -------------------------------------- | --------- | --------- | --------- | ----- |
| 1.        | 「僕たちは戦わない」                   | 秋元康    | Yo-Hey    | 佐々木裕  | 5:26  |
| 2.        | 「Summer side」(セレクション16)        | 秋元康    | 水島康宏  | 若田部誠  | 4:53  |
| 3.        | 「“ダンシ”は研究対象」(てんとうむChu!) | 秋元康    | 伊藤大輔  | 久下真音  | 4:21  |
| 4.        | 「僕たちは戦わない off vocal ver.」    |           | Yo-Hey    | 佐々木裕  | 5:26  |
| 5.        | 「Summer side off vocal ver.」         |           | 水島康宏  | 若田部誠  | 4:53  |
| 6.        | 「“ダンシ”は研究対象 off vocal ver.」  |           | 伊藤大輔  | 久下真音  | 4:19  |
| 合計時間: | 合計時間:                              | 合計時間: | 合計時間: | 合計時間: | 29:20 |

| #         | タイトル               | 作詞      | 作曲・編曲 | 監督     | 時間  |
| --------- | ---------------------- | --------- | ---------- | -------- | ----- |
| 1.        | 「僕たちは戦わない」   |           |            | 大友啓史 | 11:55 |
| 2.        | 「Summer side」        |           |            | 三石直和 | 5:00  |
| 3.        | 「“ダンシ”は研究対象」 |           |            | 本郷伸明 | 4:24  |
| 合計時間: | 合計時間:              | 合計時間: | 21:19      |          |       |

### Type B
| #         | タイトル                                    | 作詞      | 作曲      | 編曲      | 時間  |
| --------- | ------------------------------------------- | --------- | --------- | --------- | ----- |
| 1.        | 「僕たちは戦わない」                        | 秋元康    | Yo-Hey    | 佐々木裕  | 5:26  |
| 2.        | 「Summer side」(セレクション16)             | 秋元康    | 水島康宏  | 若田部誠  | 4:54  |
| 3.        | 「カフカとでんでんむChu !」(でんでんむChu!) | 秋元康    | you-me    | あらケン  | 5:04  |
| 4.        | 「僕たちは戦わない off vocal ver.」         |           | Yo-Hey    | 佐々木裕  | 5:26  |
| 5.        | 「Summer side off vocal ver.」              |           | 水島康宏  | 若田部誠  | 4:54  |
| 6.        | 「カフカとでんでんむChu ! off vocal ver.」  |           | you-me    | あらケン  | 5:01  |
| 合計時間: | 合計時間:                                   | 合計時間: | 合計時間: | 合計時間: | 30:47 |

| #         | タイトル                    | 作詞      | 作曲・編曲 | 監督     | 時間  |
| --------- | --------------------------- | --------- | ---------- | -------- | ----- |
| 1.        | 「僕たちは戦わない」        |           |            | 大友啓史 | 11:55 |
| 2.        | 「Summer side」             |           |            | 三石直和 | 5:00  |
| 3.        | 「カフカとでんでんむChu !」 |           |            | 土屋隆俊 | 6:27  |
| 合計時間: | 合計時間:                   | 合計時間: | 23:22      |          |       |

### Type C
| #         | タイトル                            | 作詞      | 作曲                         | 編曲      | 時間  |
| --------- | ----------------------------------- | --------- | ---------------------------- | --------- | ----- |
| 1.        | 「僕たちは戦わない」                | 秋元康    | Yo-Hey                       | 佐々木裕  | 5:26  |
| 2.        | 「Summer side」(セレクション16)     | 秋元康    | 水島康宏                     | 若田部誠  | 4:54  |
| 3.        | 「汚れている真実」(チーム8選抜)     | 秋元康    | 大貫和紀、河原レオ、高木龍一 | 大貫和紀  | 4:17  |
| 4.        | 「僕たちは戦わない off vocal ver.」 |           | Yo-Hey                       | 佐々木裕  | 5:26  |
| 5.        | 「Summer side off vocal ver.」      |           | 水島康宏                     | 若田部誠  | 4:54  |
| 6.        | 「汚れている真実 off vocal ver.」   |           | 大貫和紀、河原レオ、高木龍一 | 大貫和紀  | 4:15  |
| 合計時間: | 合計時間:                           | 合計時間: | 合計時間:                    | 合計時間: | 29:13 |

| #         | タイトル             | 作詞      | 作曲・編曲 | 監督     | 時間  |
| --------- | -------------------- | --------- | ---------- | -------- | ----- |
| 1.        | 「僕たちは戦わない」 |           |            | 大友啓史 | 11:55 |
| 2.        | 「Summer side」      |           |            | 三石直和 | 5:00  |
| 3.        | 「汚れている真実」   |           |            | 井上強   | 4:38  |
| 合計時間: | 合計時間:            | 合計時間: | 21:33      |          |       |

### Type D
| #         | タイトル                            | 作詞      | 作曲      | 編曲           | 時間  |
| --------- | ----------------------------------- | --------- | --------- | -------------- | ----- |
| 1.        | 「僕たちは戦わない」                | 秋元康    | Yo-Hey    | 佐々木裕       | 5:26  |
| 2.        | 「バレバレ節」(WONDA選抜)           | 秋元康    | 上田晃司  | 野中“まさ”雄一 | 5:40  |
| 3.        | 「君の第二章」(川栄李奈 卒業ソング) | 秋元康    | 大神良康  | 大神良康       | 5:42  |
| 4.        | 「僕たちは戦わない off vocal ver.」 |           | Yo-Hey    | 佐々木裕       | 5:26  |
| 5.        | 「バレバレ節 off vocal ver.」       |           | 上田晃司  | 野中“まさ”雄一 | 5:40  |
| 6.        | 「君の第二章 off vocal ver.」       |           | 大神良康  | 大神良康       | 5:40  |
| 合計時間: | 合計時間:                           | 合計時間: | 合計時間: | 合計時間:      | 33:37 |

| #         | タイトル             | 作詞      | 作曲・編曲 | 監督     | 時間  |
| --------- | -------------------- | --------- | ---------- | -------- | ----- |
| 1.        | 「僕たちは戦わない」 |           |            | 大友啓史 | 11:55 |
| 2.        | 「バレバレ節」       |           |            | 井上哲央 | 5:43  |
| 3.        | 「君の第二章」       |           |            | 中村太洸 | 6:19  |
| 合計時間: | 合計時間:            | 合計時間: | 23:57      |          |       |

### 劇場盤
| #         | タイトル                                    | 作詞      | 作曲      | 編曲      | 時間  |
| --------- | ------------------------------------------- | --------- | --------- | --------- | ----- |
| 1.        | 「僕たちは戦わない」                        | 秋元康    | Yo-Hey    | 佐々木裕  | 5:26  |
| 2.        | 「Summer side」(セレクション16)             | 秋元康    | 水島康宏  | 若田部誠  | 4:55  |
| 3.        | 「出逢いの日、別れの日」(ゲンソー&ジキソー) | 秋元康    | 春行      | 板垣祐介  | 6:27  |
| 4.        | 「僕たちは戦わない off vocal ver」          |           | Yo-Hey    | 佐々木裕  | 5:26  |
| 5.        | 「Summer side off vocal ver.」              |           | 水島康宏  | 若田部誠  | 4:55  |
| 6.        | 「出逢いの日、別れの日 off vocal ver.」     |           | 春行      | 板垣祐介  | 6:25  |
| 合計時間: | 合計時間:                                   | 合計時間: | 合計時間: | 合計時間: | 33:34 |

## 選抜メンバー
☆はメディア選抜（ミュージック・ビデオに出演しているメンバー）。
- 生駒里奈☆ [注釈 6]
- 大島涼花
- 大和田南那
- 岡田奈々
- 柏木由紀☆ [注釈 7]
- 加藤玲奈☆
- 川栄李奈☆
- 川本紗矢
- 木﨑ゆりあ☆
- 北川綾巴 [注釈 8]
- 小嶋陽菜☆
- 小嶋真子
- 兒玉遥 [注釈 9]
- 坂口渚沙
- 指原莉乃☆ [注釈 10]
- 島崎遥香☆
- 須田亜香里 [注釈 8]
- 高橋朱里
- 高橋みなみ☆
- 田野優花
- 中野郁海
- 松井珠理奈☆ [注釈 11]
- 松井玲奈☆ [注釈 8]
- 峯岸みなみ
- 宮澤佐江 [注釈 12]
- 宮脇咲良☆ [注釈 9]
- 向井地美音☆
- 武藤十夢
- 山本彩☆ [注釈 7]
- 横山由依☆
- 渡辺麻友☆
- 渡辺美優紀 [注釈 13]

入山杏奈も選抜メンバー入りする予定だったが、自身のTwitterで辞退していたことを明かした。